# Prosíčská horka
Prosíčská horka (408 m n. m.) je vrch v okrese Česká Lípa Libereckého kraje. Leží asi 4 kilometry zjz. od vesnice Vicmanov, na katastrálním území Jabloneček, v bývalém vojenském prostoru Ralsko.

## Popis

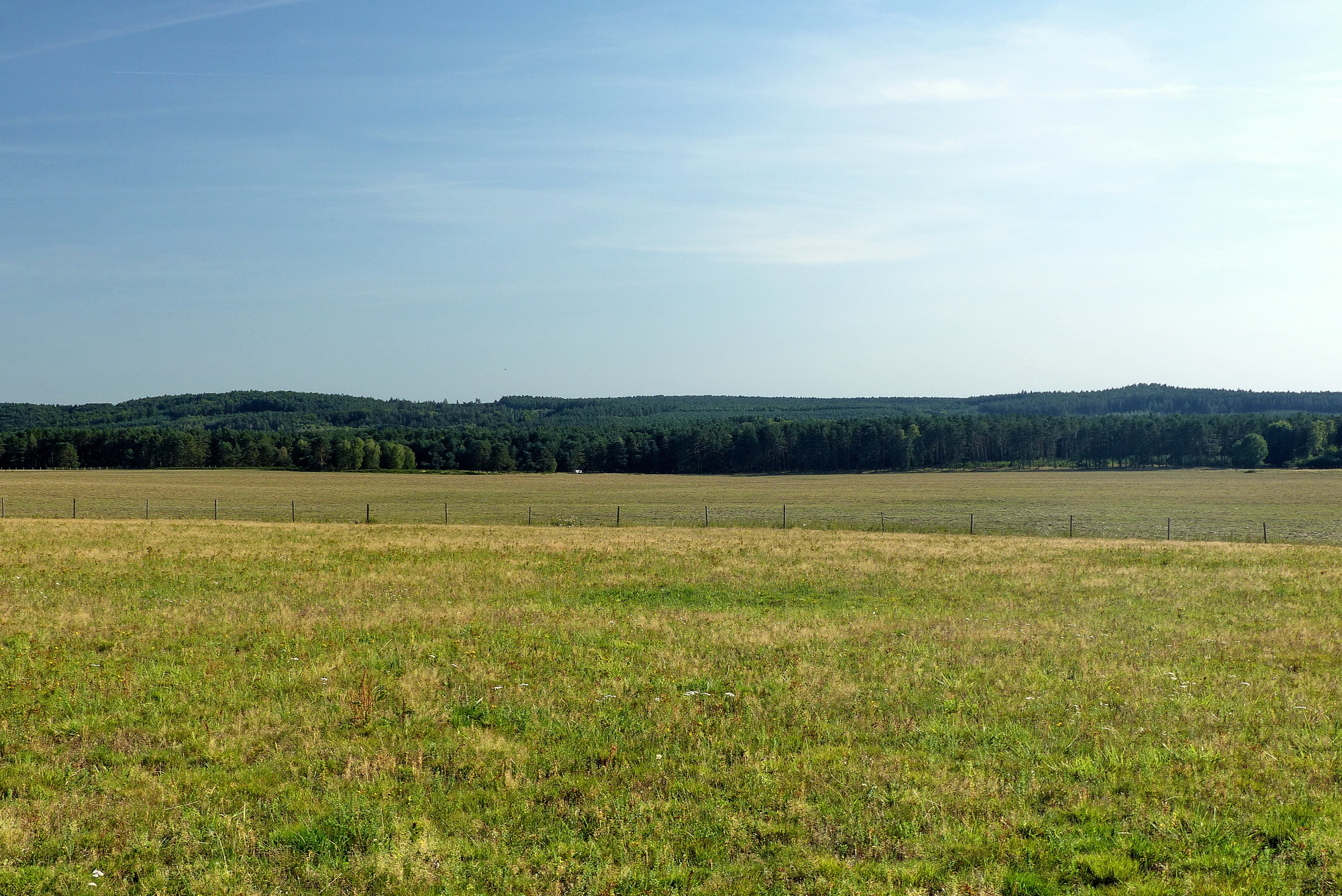
Prosíčská (vlevo) a Židlovská horka

Je to suk ve tvaru kupy, hřbetovitě protažené ve směru ZSZ–VJV. Vrch je podmíněný neovulkanickou žílou z čediče (subvulkanické bazaltoidní brekcie) vypreparovanou z vápnito-jílovitých a křemenných pískovců svrchní křídy (turon).
Vrch je porostlý smíšeným lesem. V okolí je množství pískovcových teras v několika lesních údolích. Z vrchu je mezi výhled stromy na Ještědský hřbet a podještědí. Zsz. směrem leží další podobný vrch s podobnou výškou, Židlovská horka (409 m n. m.).
Vrch je pojmenován podle zaniklé vsi Prosíčka, která ležela 650 m jv. směrem. V 60. až 90. letech 20. století se stala Prosíčská horka leteckou střelnicí sovětské armády v blízkosti skladů raket na Chlumu. Toto místo se díky tomu stalo nejpostiženějším ve vojenském prostoru Ralsko, co se týče výskytu nevybuchlé munice. Ačkoli došlo později k částečné pyrotechnické asanaci, není místo bezpečné.

## Geomorfologické zařazení
Geomorfologicky vrch náleží do celku Jičínská pahorkatina, podcelku Turnovská pahorkatina, okrsku Českodubská pahorkatina a podokrsku Přibyslavická pahorkatina. Jičínská pahorkatina zde tvoří jakýsi klín mezi Ralskou pahorkatinou a Jizerskou tabulí.

## Přístup
Automobilem je možno dojet po asfaltové silnici (cyklostezka 241) do občasně osídleného Jablonečku. Jižně od něj na údolní terase leží největší část fotovoltaické elektrárny Ralsko Ra 1. Skrz ni prochází z Jablonečku cyklistická panelová, později asfaltová lesní komunikace, která poté stoupá podél Prosíčské horky a vede dál do lesa směrem na Horní Rokytou a Mukařov. Východně od vrchu za komunikací leží oplocená obora Prosíčka. Vrch leží asi 1 km jižně od Jablonečku.